# 플랑드르 회화

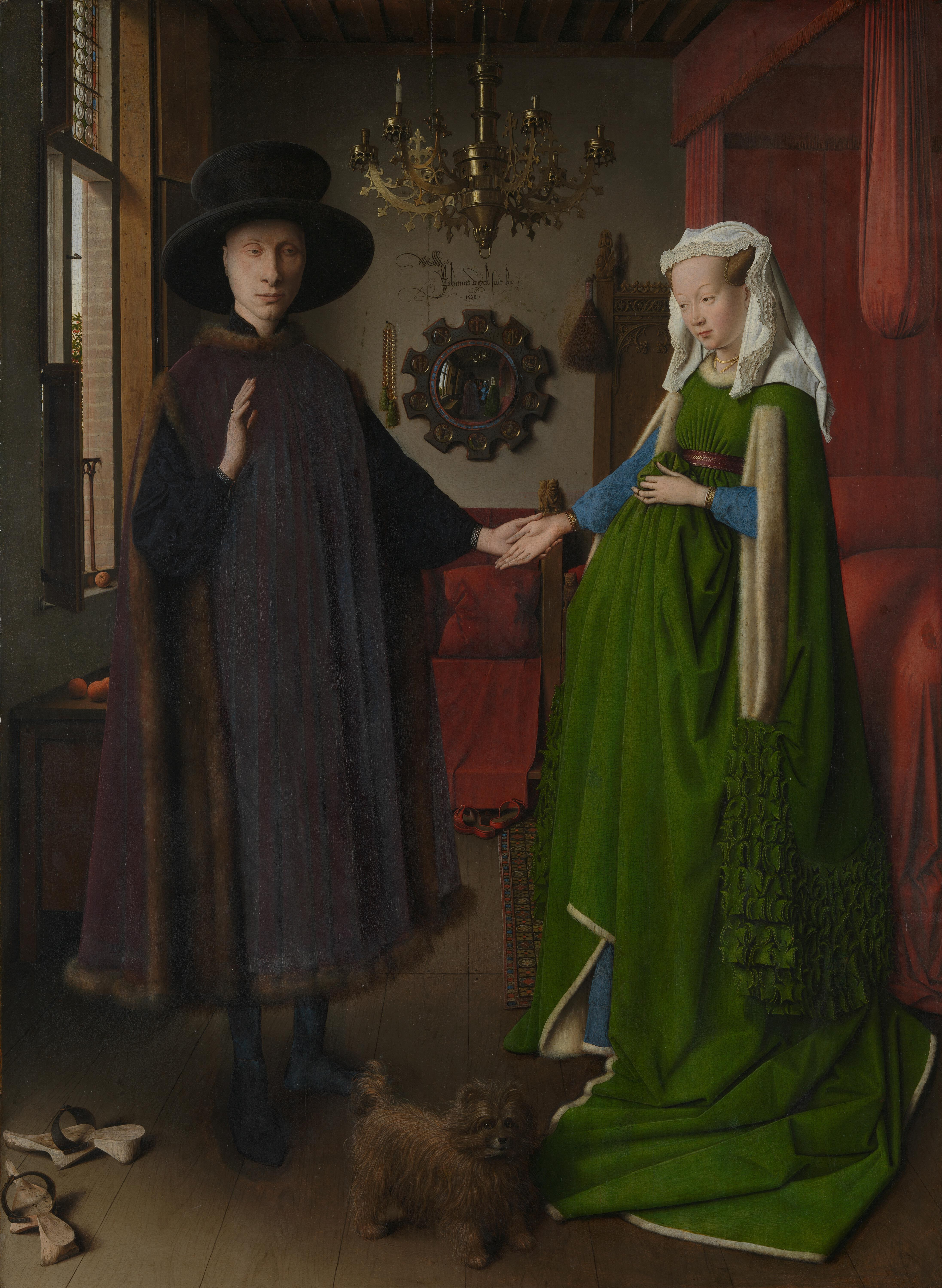
얀 판 에이크의 아르 아르놀피니 부부의 초상

플랑드르 회화 (Flemish painting)는 15세기 초부터 17세기까지 번성한 저지대 국가 중부 일대의 회화를 말한다. 플랑드르 회화는 저지대 북부, 즉 근대 네덜란드 회화와 점차 구별되어 발달한 회화이다.  
플랑드르 회화는 오늘날 벨기에 북부의 플란데런 지역의 회화로 받아들여지기 쉬우나, 엄밀히 말하면 플란데런 백국 (오늘날 프랑스 최북단과 벨기에 플란데런 서부), 투르네지 (벨기에 투르네), 브라반트 공국 (벨기에 중앙부와 네덜란드 남부) 일대를 가리키는 '옛 플랑드르'에 해당된다. 벨기에 현지에서는 이 둘의 구분을 제대로 하고 있으나, 대다수 외국 학자와 저자들은 엄밀한 구분 없이 비슷한 지역으로 뭉뜽그려 왔다. 
플랑드르 악파도 플랑드르 회화와 거의 동시기에 번성하였다.

## 역사

### 후기 고딕과 르네상스
플랑드르 회화의 초기는 1400년대부터 1520년경까지에 해당되며, 저지대 국가 전 지역을 아울러 발달한 회화이다. 이는 곧 플랑드르파라고 칭하는데, 영어권에서는 보다 명확한 구분을 위해 '초기 플랑드르 회화', 혹은 저지대 전체를 아우른다는 점에서 '초기 네덜란드 회화'라고도 부른다. 이 시기 회화는 플랑드르 남부가 지배했지만 저지대 북부, 네덜란드 일대의 화가들도 중요하게 다뤄진다. 
이 시기 화가들은 유화 물감을 최초로 대중화하였으며, 후기 고딕 시대의 세밀화에 기원을 두고 있다. 대표 화가로는 얀 판 에이크, 한스 멤링, 휴고 판 데어 구스, 로베르 캉팽, 로히어르 판 데르베이던이 있었다. 이들 화가의 핵심 후원처로는 부르고뉴 공국의 궁정이 있었다.
16세기 초부터 이탈리아 르네상스는 알프스 너머 플랑드르 화가들에게도 영향을 미치기 시작했다. 그 결과는 전형적인 이탈리아 르네상스 그림과는 매우 달랐다. 1520년부터 1580년경까지의 회화에 해당되는 플랑드르 르네상스 회화는 안트베르펜을 중심으로 발달하였으며, 대표 화가로 피터르 브뤼헐 더 아우더가 있다. 그는 통상적인 북유럽 매너리즘 회화와는 달리 이탈리아의 직접적인 영향을 피하였다.

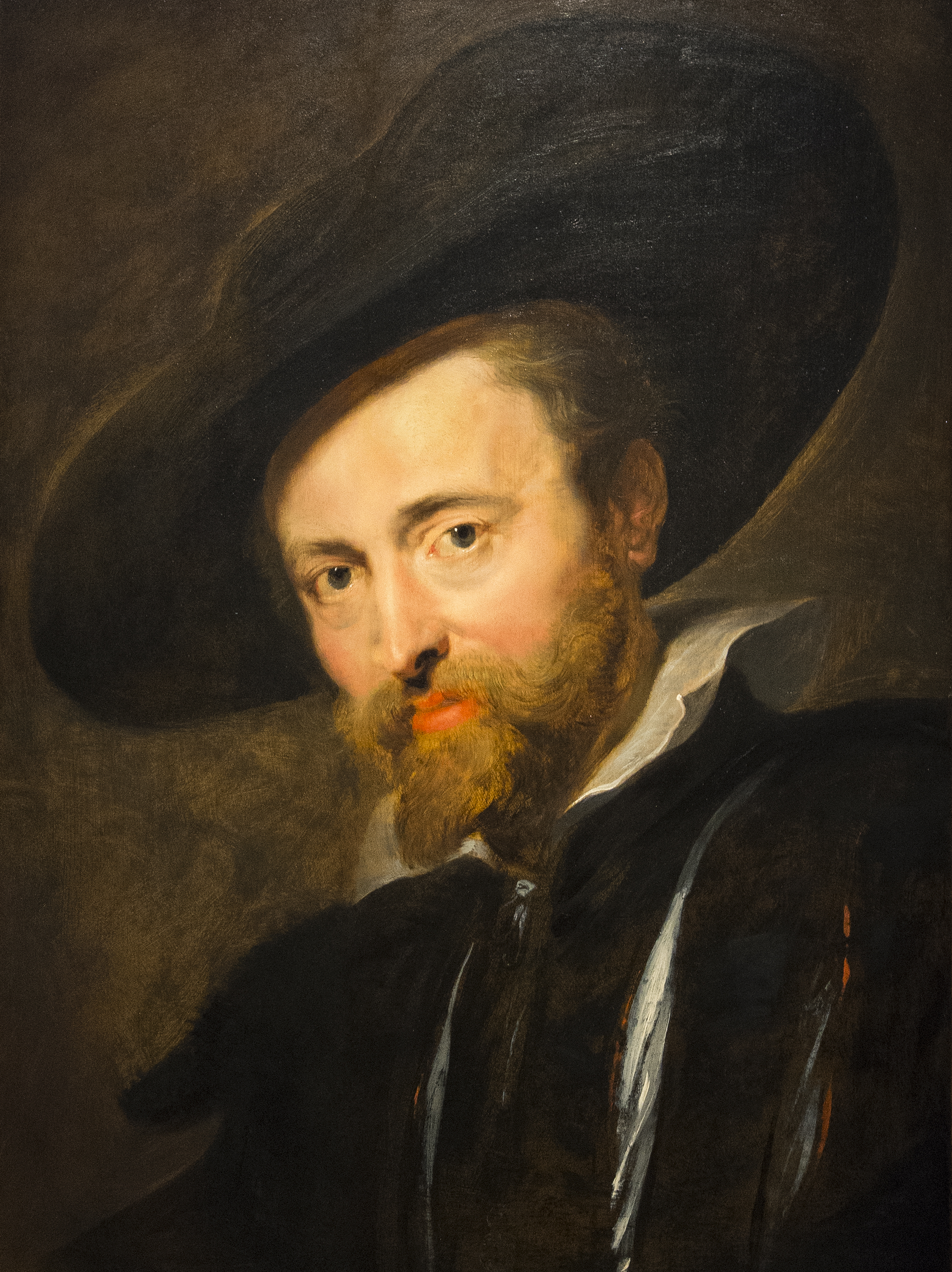
페테르 파울 루벤스의 자화상

### 바로크
플랑드르 르네상스가 끝나갈 무렵 저지대 국가의 북부와 남부가 정치적으로 분리되었다. 1585년 안트베르펜 공성전 이후 네덜란드 남쪽 지방은 스페인 군주국의 통치하에 남아, 신생 독립국으로 나아간 네덜란드 공화국과는 별개의 지역으로서 '플랑드르'가 된 것이다. 
17세기 전반기에 접어들면서 많은 예술가들이 종교 전쟁을 피해 남네덜란드에서 네덜란드 공화국으로 이주하면서 네덜란드 황금기 회화를 꽃피웠지만, 비슷한 시기 플랑드르 바로크 회화는 그에 못지않은 바로크 화풍, 특히 안트베르펜파를 중심으로 발전해 나갔다. 루벤스, 안토니 반 다이크, 야콥 요르다엔스가 대표 화가로 꼽힌다.
이 시기 플랑드르는 북유럽을 대표하는 화가들의 고장으로 거듭났고, 타국의 여러 유망한 젊은 화가를 끌어들이는 계기가 되었다. 플랑드르 화가들은 다른 국가의 회화파로 진출하였고 유럽 전역에 영향을 끼쳤다.

### 쇠퇴와 부활
1640년 루벤스를 비롯한 주요 화가들이 사망하고, 1648년 80년 전쟁이 종결되면서 플랑드르의 예술은 쇠퇴기에 접어들었다. 이후 이 지역에서 회화 예술이 부흥한 것은 나폴레옹 시대가 끝나고 1830년 벨기에 혁명이 벌어지던 시기로,  플란데런의 작가들은 옛 거장들이 세운 명성에 다시 한 번 기여해 왔다.
부활기의 작품 역시 플랑드르 회화로 분류되는 경우가 종종 있긴 하나, 애국주의 시대를 거쳐 번성하게 된 화가들은 이제 플랑드르보다는 벨기에 화가로 불리우기 시작하였다. 이는 비교적 최근의 예술가 분류에도 영향을 미치고 있다.

## 같이 보기
- 부르고뉴 네덜란드
- 네덜란드 황금기
- 초기 르네상스 회화
- 플랑드르 표현주의
- 로마니스트 길드
- 플랑드르 화가 목록
- 북유럽 르네상스
- 스페인령 네덜란드

## 관련 문헌
- 《Dutch and Flemish paintings from the Hermitage》. New York: The Metropolitan Museum of Art. 1988. ISBN 978-0-87099-509-5.
- Van Beselaere, Walther (introduction: Teirlinck, Herman) (1961). 《Moderne Vlaamse schilderkunst van 1850 tot 1950 van Leys tot Permeke》 (네덜란드어). Brussels: De Arcade.
- Liedtke, Walter A. (1984). 《Flemish paintings in the Metropolitan Museum of Art》. New York: The Metropolitan Museum of Art. ISBN 0870993569.